# Salo Flohr
Salomon Mikhailovich Flohr (21 tháng 11 năm 1908 – 18 tháng 7 năm 1983) là một nhà văn và kỳ thủ cờ người Tiệp Khắc và Liên Xô. Ông là một trong những người đầu tiên nhận danh hiệu Đại kiện tướng Quốc tế từ FIDE vào năm 1950. Flohr đã thống trị nhiều giải đấu trong những năm trước Thế chiến thứ hai, và đến cuối những năm 1930 được coi là ứng cử viên vô địch thế giới. Tuy nhiên, phong cách kiên nhẫn, tư thế của ông đã bị đánh bại bởi các phương pháp chiến thuật sắc bén hơn của giới trẻ Xô viết sau Thế chiến thứ hai.

## Tuổi thơ
Flohr đã có một tuổi thơ khó khăn bị bao vây bởi những khủng hoảng cá nhân. Ông sinh ra trong một gia đình Do Thái ở Horodenka, vùng đất sau đó là Galicia, Áo-Hungary (ngày nay thuộc Ukraine). Flohr và anh trai của mình mồ côi trong Thế chiến thứ nhất sau khi cha mẹ của họ bị giết trong một vụ thảm sát, và họ chạy trốn đến quốc gia Tiệp Khắc mới thành lập.
Flohr định cư ở Praha, dần dần có được danh tiếng là một tay chơi cờ cừ khôi bằng cách chơi cược tiền tại nhiều quán cà phê của thành phố. Trong suốt năm 1924, ông đã tham gia đồng thời các cuộc triển lãm của Richard Réti và Rudolf Spielmann, và ông vẫn tiếp tục thi đấu biểu diễn nhiều bàn cờ ở tuổi 70.

## Những thành công ban đầu
Flohr đã giành chiến thắng trong các giải đấu Kautsky Memorial năm 1928 và 1929 được tổ chức tại Praha, và ra mắt quốc tế tại giải Rohitsch-Sauerbrunn (Rogaška Slatina) ở Slovenia, nơi anh về nhì sau Akiba Rubinstein trong thành công chung cuộc. Flohr cũng đã từng làm một nhà báo cờ vua; một trong những nhiệm vụ đầu tiên của ông là đưa tin về giải đấu Berlin năm 1928, trong đó ông tiếp tục giành được tiền thêm khi chơi cờ vua.

## Ứng cử viên vô địch thế giới

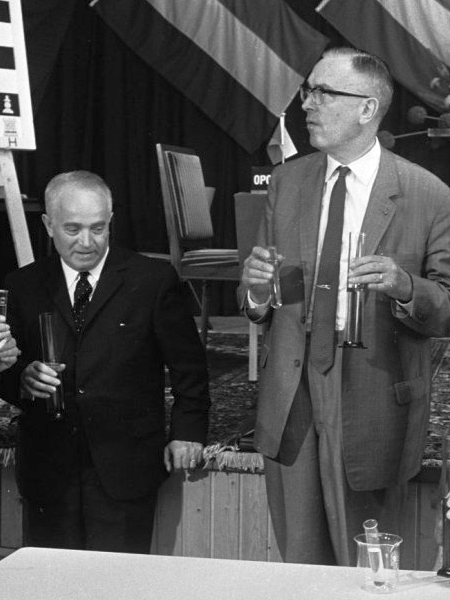
Flohr (trái) với Max Euwe, 1969

Khả năng chơi cờ của Flohr đạt đến đỉnh cao vào giữa những năm 1930, khi ông trở thành một trong những cầu thủ mạnh nhất thế giới và là ứng cử viên hàng đầu cho chức vô địch Thế giới. Ông đã trở thành nhà vô địch của Tiệp Khắc vào năm 1933 và 1936 và chơi ở nhiều giải đấu trên khắp châu Âu, nhìn chung về đích trong số ba người dẫn đầu. Những chiến thắng đáng chú ý là tại Bad Sliač vào năm 1932, nơi ông chia sẻ vị trí đầu tiên với Milan Vidmar; Scheveningen năm 1933; Bad Liebenwerda năm 1934 với 9½/11 điểm; Barcelona năm 1935, tại đó ông đã đồng giải nhất với George Koltanowski; Moscow 1935, tại đó ông giành vị trí đồng giải nhất với nhà vô địch thế giới tương lai Mikhail Botvinnik; vô địch Poděbrady năm 1936 với số điểm +10 −1 = 6; và Kemeri vào năm 1937, nơi ông chia sẻ vị trí hàng đầu với Vladimir Petrov và Samuel Reshevsky. Trong giai đoạn này, Flohr có một số thành tích cao đáng chú ý khác, chẳng hạn như Bern 1932 (đứng thứ hai với 11½ / 15, sau Nhà vô địch thế giới Alexander Alekhine); Zürich 1934 (đứng thứ hai với 12/15, lại xếp sau Alekhine); và Pärnu 1937 (đứng thứ hai sau Paul Felix Schmidt).
Flohr cũng thường xuyên đến thăm nước Anh, thường xuyên chơi ở các giải Hastings những năm 1930. Anh về nhất vào các năm 1931/32, 1932/33 và 1933/34, đồng hạng nhất với Max Euwe và Sir George Thomas vào năm 1934/35, và anh chỉ đứng sau Reuben Fine vào năm 1935/36. Ông cũng vô địch giải đấu Margate năm 1936 trước cựu vô địch thế giới José Raúl Capablanca.
Flohr đã trở thành một anh hùng dân tộc ở Tiệp Khắc trong những năm 1930. Tên của ông được sử dụng để bán nhiều sản phẩm xa xỉ vào thời đó, bao gồm thuốc lá, dép và eau-de-cologne Salo Flohr.